# 布蘇拉·阿留
布蘇拉·阿留（英語：Busura Alieu）是西非國家甘比亞的城鎮，位於上河區的富拉杜東。根據2009年所做的人口調查數據顯示，居住於布蘇拉·阿留的總人口數量為197人。